# سیارک ۴۷۰۸
سیارک ۴۷۰۸ (به انگلیسی: 4708 Polydoros، نامگذاری:1988RT) چهار هزار و هفتصد و هشتمین سیارک کشف شده‌است که در ۱۱ سپتامبر ۱۹۸۸ کشف شد.
قدر مطلق سیارک برابر ۹٫۵۰ است.